# (3267) Гло
(3267) Гло (лат. Glo) — астероид, относящийся к группе астероидов пересекающих орбиту Марса. Он был открыт 3 января 1981 года американским астрономом Эдвардом Боуэллом в обсерватории Андерсон-Меса и назван в честь американской женщины-астронома Элеанор Хелин.

Орбита астероида Гло и его положение в Солнечной системе
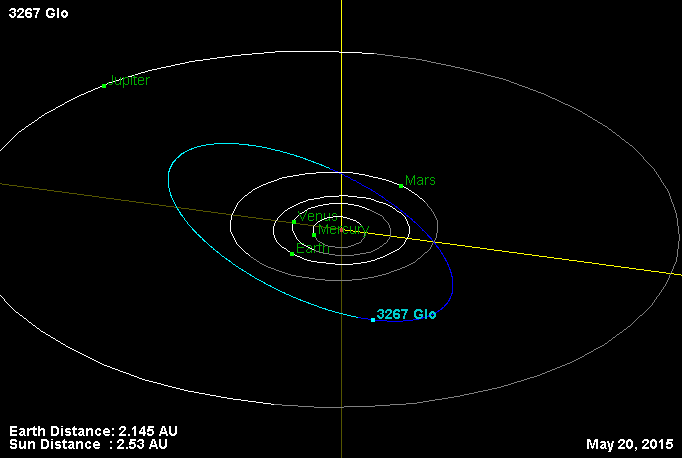
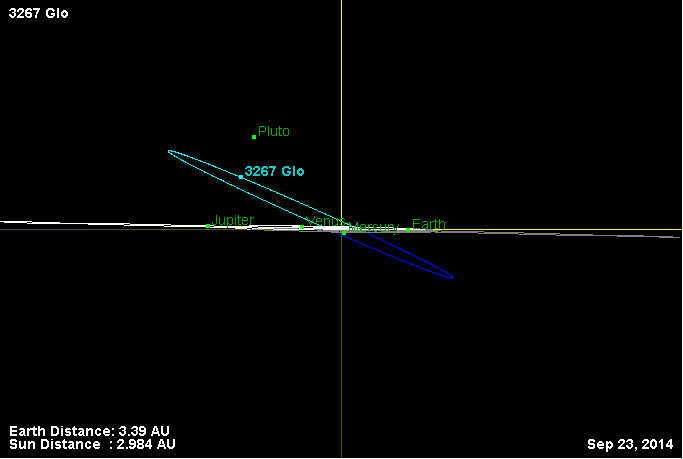